# 你睇我唔到
《你睇我唔到》（英語：Invisible Man）是香港商業電台叱吒903一個已結束的電台節目。主持人為陳強。2009年4月28日至2011年7月2日期間，逢星期二至六凌晨1時至2時於商業二台播出，監製為光仔。和你聽我唔到是兄弟節目。節目名稱的意思是你看不到我。

## 由來
林若寧建議陳強訪問社會中劣势的一群，「他見我在商台的地位低微，成日畀人蝦，係underdog，就建議我訪問社會的underdog，underdog訪問underdog。」，令陳強開始主持本節目，以「癲青」一詞形容那一群人，即是做瘋狂事情的年青人/弱勢社群。在節目中，不同的癲青皆參與各個環節，為節目的重要元素。

## 節目內容

### 星期二、四：你睇佢唔到
- 播放首年通常在星期二、四、六播出(設立「癲青關注組織」環節後改為星期二、四播放)。
- 節目頭幾個月主持人通常透過社工和天比高[4]，邀請癲青做訪問[5]。
- 之後他把受訪者層面擴大到所有弱勢社群，並提供聯絡方法，鼓勵他們與主持人作出交流。
- 當每個訪問檔案完結後，主持人會在節目中幫聽眾「上心理課」（後期在星期三、五加入心理課環節），以心理學角度剖析當日的訪問主角。

### 星期三、五的節目內容
- 節目初期播放世界各地的癲青小故事，後期改為主持人自行創作一些感人、使人反省的小故事。
- 另外，主持人亦於星期三、五與聽眾交流，讀出聽眾、癲青寄來的電郵，主持人亦曾致電癲青，了解他們的近況。

### 星期六：癲青關注組織
- 2010年5月1日起，逢星期六播放。
- 每集均邀請不同癲青討論不同主題。

### 每集皆有的節目內容

#### 我放嘢喺度
即「我在此留言」，主持人對每集的內容進行反思。

## 事件
- 節目的首3集（2009年4月28日至30日）因為903現場直播志雲飯局舞台版的關係，節目改為在凌晨1時至2時播出。
- 2009年5月16日為王郁離職前最後一日開咪,節目改由U三子（王郁、Bu、陳強）主持，並名為你睇我唔U到。
- 由2009年7月14日開始，節目提早一個小時播出。播放時間從凌晨2時至3時改為凌晨1時至2時。
- 在將近100集時主持人推出特輯，邀請部份過去曾經接受訪問的癲青再次接受訪問，了解他們在訪問播出後的反應和近況。
- 2010年3月11日至3月20日期間陳強放假，節目由伊維特對伊維特暫代。
- 2010年6月18日陳強放病假,當晚節目由阿Bu主持,節目名稱為你估我唔倒。
- 2010年7月13日和14日期間陳強放假到日本旅行，節目由伊維特對伊維特暫代。節目表顯示為伊維特。
- 2011年6月21日，陳強於其網誌宣布自己將會暫時離開商台，最後一集節目於7月1日晚上播放。

### 播放時間
- 2009年5月1日至2009年7月11日：凌晨2時至3時
- 2009年4月28日至2009年4月30日、2009年7月14日至結束：凌晨1時至2時

## 爭議
陳強在主持節目你睇我唔到時常常堅持自己的觀點，以致受到網民及聽眾非議。陳強在接受訪問時稱自己是在發放「正能量和正確價值觀」，不會因為反對他的「黑心網民」而改變其作風。

### 「賣帽少女」事件
參見
在「賣帽少女」事件爭議之聲不斷，陳強訪問事件主角鄭金鈴。節目宣傳聲帶以「佢賣創意」（她賣創意）介紹金鈴，但她售賣的鴨舌帽引來原創性、版權和道德爭議，有網民認為陳強將金鈴的行為合理化並不中肯；及後陳強在官方討論區回應該集節目是著眼在她的「愛」而不是帽子上，也表示自己沒有在節目上說過「抄沒有問題」，強調自己並沒有教壞聽眾。然而這句卻與宣傳聲帶中的「佢賣創意」互相抵觸。他又批評質疑金鈴的人別有用心。1個月後鄭金鈴收到任天堂通知指她售賣的帽子侵權，勸她不可再發售。
及後，當網民發現鄭金鈴在涉及原創性爭議之外，亦涉嫌於網上販賣盜版名牌錢包，但陳強卻無視這些負面評價，並呼籲聽眾「忘記鄭金鈴」，並表示「討論她即是給她煩惱」。

### 六四事件
陳強在節目談及六四事件，受到部分網民讚賞，但亦有部分網民認為他說「維園集會幾萬人代表全香港人」存在個人主觀意見，但陳強認為他自己有言論自由，節目說那句沒有問題。他又稱部分持不同意見人士為維園阿伯，並呼籲「維園阿伯不要在此留言」，並與不認同他的網民發生罵戰。

### 徐宇軒事件
參見
正當阿軒事件在網上鬧得沸沸揚揚，陳強在2009年11月6日邀請阿軒到節目上澄清。陳強表示，網民可以不相信阿軒，但是也沒有證據證明阿軒做錯，根本不需要起底及騷擾對方，直言網民愚蠢、「討論別人道德是不道德」。陳強的言論激起網民反感，有網民在facebook發起「不滿陳強」群組，引來逾千人加入。有網民在群組中稱，陳強只是相信阿軒一面之詞，並不中立，亦有網民感覺陳強訪問徐的舉動是「博出位」，自己也不過是借此事件乘機炒作，並不「道德」，但張揚事件卻往往令當事人更街知巷聞並陷入更不堪的境地，不過陳強表示不介意被網民批評，若有證據證明阿軒曾推女事主下樓梯，他會第一時間報警告發阿軒。事後他接受訪問指高層也認為反起底是正確的事，又支持他發放正能量和正確價值觀。

## 外部連結
- 節目重溫版面 （页面存档备份，存于）（重溫需付費）
- my903.com 你睇我唔到節目討論區

| 日期                               | 癲青                  | 瘋狂事情                         | 備註                        |  |
| ---------------------------------- | --------------------- | -------------------------------- | --------------------------- |  |
| 2009年4月28日                      | 小燕                  | 小六就吸毒                       | --                          |  |
| 2009年4月30日                      | 阿志                  | 職業賭徒                         | --                          |  |
| 2009年5月2日                       | NAKITA                | 無家可歸                         | --                          |  |
| 2009年5月5日                       | 魚仔                  | 曾加入過黑社會劈過人             | --                          |  |
| 2009年5月7日                       | 葉志偉                | 同志作家                         | --                          |  |
| 2009年5月9日                       | 阿瑩                  | 未婚媽媽                         | --                          |  |
| 2009年5月12日                      | Tube                  | 懲教所的經歷                     | --                          |  |
| 2009年5月14日                      | Issac                 | 太愛HipHop而去了黑人區取經       | --                          |  |
| 2009年5月16日                      | 王郁                  | 離開商台                         | 當日節目名為「你睇我唔U到」 |  |
| 2009年5月19日、5月21日             | 鄭金鈴                | 15歲賣帽少女                     | --                          |  |
| 2009年5月23日                      | 熊貓                  | 篤信神佛                         | --                          |  |
| 2009年5月26日                      | --                    | 多次吸毒                         | --                          |  |
| 2009年5月26日                      | --                    | 多次吸毒                         | --                          |  |
| 2009年5月28日                      | 阿靜                  | 吸毒                             | --                          |  |
| 2009年5月30日                      | 阿dee                 | 在大陸吸毒給公安拉               | --                          |  |
| 2009年6月2日、6月4日               | 阿Fi                  | 患有性上癮援交少女               | --                          |  |
| 2009年6月6日                       | 阿偉                  | 失憶                             | --                          |  |
| 2009年6月13日                      | 光仔仔                | 森美移動宣傳達人                 | --                          |  |
| 2009年6月16日、6月18日             | 雅子                  | 援交                             | --                          |  |
| 2009年6月20日、6月23日             | 正生書院校長及學生    |                                  | --                          |  |
| 2009年6月25日                      | Coco                  | Drag Queen                       | --                          |  |
| 2009年6月27日、6月30日             | 陳威廉                | 患皮膚癌                         | --                          |  |
| 2009年7月2日                       | Ken                   | 超級電台發燒友                   | --                          |  |
| 2009年7月4日、7月7日               | Iris                  | 患有抑鬱症                       | --                          |  |
| 2009年7月9日                       | 小方                  | 資優學生                         | --                          |  |
| 2009年7月14日、7月16日             | Erica                 | 追星                             | --                          |  |
| 2009年7月18日、7月21日             | 康梓泠                | 發出書夢(作家)                   | --                          |  |
| 2009年7月23日、7月25日             | 阿深                  | 流浪漢子                         | --                          |  |
| 2009年7月28日                      | 阿如                  | 傳銷陷阱                         | --                          |  |
| 2009年7月30日                      | Macy                  | 傳銷陷阱                         | --                          |  |
| 2009年8月1日                       | Emily                 | 暑期工陷阱                       | --                          |  |
| 2009年8月8日、8月11日、8月13日     | 阿Key                 | 12歲被人強暴過的援交少女         | --                          |  |
| 2009年8月18日、8月20日             | 阿Y                   | 吸毒與販毒                       | --                          |  |
| 2009年8月22日、8月25日、8月27日    | 春麗                  | 當過狗仔隊                       | --                          |  |
| 2009年8月29日、9月1日              | Phat@廿四味           |                                  | --                          |  |
| 2009年9月3日、9月5日、9月8日       | 嘉嘉                  | 患有天生侏儒症                   | --                          |  |
| 2009年9月8日、9月10日、9月12日     | Maggie                | 在家庭暴力下長大                 | --                          |  |
| 2009年9月22日、9月24日             | David                 | 音樂人                           | --                          |  |
| 2009年10月3日、10月6日             | 阿勤                  | 煲蠟燒傷                         | --                          |  |
| 2009年10月8日、10月10日            | Jerry                 | 上海來的強勁交流生               | --                          |  |
| 2009年10月13日、10月15日           | 魯暉                  | 創意                             | --                          |  |
| 2009年10月17日、10月20日           | 阿輝                  | 患有強迫症                       | --                          |  |
| 2009年10月22日、10月24日           | 蔣祖曼(Joman)         | 女演員身兼後母                   | --                          |  |
| 2009年10月27日、10月30日           | Connie                | 女同志                           | --                          |  |
| 2009年11月3日                      | 阿花                  | 肥人                             | --                          |  |
| 2009年11月7日、11月10日、11月11日  | 阿軒                  | 被起底者                         | --                          |  |
| 2009年11月13日、11月14日           | 阿敏                  | 抑鬱社工                         | --                          |  |
| 2009年11月17日、11月19日           | 耀文                  | 精神病患者                       | 2010年5月28日跳樓死亡。     |  |
| 2009年11月21日、11月24日、11月26日 | Momo                  | 變性人                           | --                          |  |
| 2009年11月28日、12月1日、12月2日   | 陳詠謙                | 新進作詞人                       | --                          |  |
| 2009年12月3日、12月5日             | 阿鵬                  | 環保鬥士                         | --                          |  |
| 2009年12月8日                      | --                    | 同志社工                         | --                          |  |
| 2009年12月9日、12月10日            | --                    | 網上交友                         | --                          |  |
| 2009年12月12日、12月15日           | 阿Joe                 | 患有愛滋病                       | --                          |  |
| 2009年12月17日、12月19日           | Marc                  | 末期病患                         | --                          |  |
| 2009年12月22日                     | --                    | 兒童時被公公性侵犯               | --                          |  |
| 2009年12月23日至26日               | 黃家正                | 紀錄片《音樂人生》的主角         | --                          |  |
| 2010年1月9日                       | 阿Bu、林日曦          | 與陳強共同創作偽文學雜誌【黑紙】 | --                          |  |
| 2010年1月12日、1月13日、1月15日    | Kobe、阿Ger、梁文道   | 反高鐵運動                       | --                          |  |
| 2010年1月19日、1月21日             | 小丁                  | 裸體行為藝術家                   | [ 永久 ]                    |  |
| 2010年1月20日、1月22日             | 威廉、JENNY           | 反高鐵運動                       | [ 永久 ]                    |  |
| 2010年1月23日、1月26日             | 阿LEG                 | 社會企業創辦人                   | --                          |  |
| 2010年1月28日、1月30日、2月3日     | 文文                  | 一樓一鳳                         | [ 永久 ] [ 永久 ]           |  |
| 2010年2月2日、2月4日               | 阿通                  | 傷殘人士                         | --                          |  |
| 2010年2月6日、2月9日               | Candy                 | 全癱病人的妻子                   | [ 永久 ]                    |  |
| 2010年2月11日、2月13日             | Zoe                   | 易服癖                           | --                          |  |
| 2010年2月20日                      | 豪子                  | 分享2010饑饉孟加拉之旅           | --                          |  |
| 2010年2月23日、2月25日、2月27日    | 阿寶                  | 被父親性侵犯                     | --                          |  |
| 2010年3月2日                       | 阿和（Hidden Agenda） | 活化工廈的受害者                 | --                          |  |
| 2010年3月6日                       | 梁穎禮（意色褸）      | 活化工廈的受害者                 | [ 永久 ]                    |  |
| 2010年3月9日                       | 湯河                  | 自拍容祖兒音樂錄影帶             | --                          |  |
| 2010年3月10日                      | 朱薰                  | 分享2010饑饉孟加拉之旅           | --                          |  |
| 2010年3月23日、3月25日             | Janice                | 夜總會性工作者                   | --                          |  |
| 2010年3月27日、3月30日             | 家輝                  | 癮君子                           | 在同年4月11日被發現死亡     |  |
| 2010年4月1日、4月3日               | Sam                   | 香港地下音樂人                   | --                          |  |
| 2010年4月6日、4月8日               | Ray                   | 血癌病人                         | [ 永久 ] [ 永久 ]           |  |
| 2010年4月10日、4月13日             | 阿俊                  | 前黑社會成員                     | --                          |  |
| 2010年4月15日、4月17日             | Judy                  | 舞台劇《我的援交日記》演員       | [ 永久 ]                    |  |
| 2010年4月20日、4月22日             | Wing                  | 正準備進行變性手術               | [ 永久 ]                    |  |
| 2010年4月24日、4月27日             | Dirty R               | 以歌批評嘻哈前輩                 | [ 永久 ]                    |  |
| 2010年4月29日、5月4日、5月6日      | 潘志光                | 失明人士                         | [ 永久 ]                    |  |
| 2010年5月11日、5月13日             | Graze                 | 前黑社會成員                     | --                          |  |
| 2010年5月18日、5月20日             | 毛毛                  | 變性男                           | --                          |  |
| 2010年5月25日、5月27日             | 阿謙                  | 行為藝術家                       | --                          |  |
| 2010年6月1日、6月3日               | 周澄                  | 大專2012成員                     | [ 永久 ]                    |  |
| 2010年6月8日、6月10日              | Do Do                 | 弱智人士                         | --                          |  |
| 2010年6月15日、6月18日             | Queenie               | 其丈夫有精神病                   | --                          |  |
| 2010年6月22日、6月24日             | Eminleo               | 制作網絡短片                     | [ 永久 ]                    |  |
| 2010年6月29日、7月1日              | 黎敬輝                | 大專2012成員                     | --                          |  |
| 2010年7月6日、7月8日               | 阿成、阿肥            | 分別是小富翁和欠債人             | [ 永久 ]                    |  |
| 2010年7月20日、7月21日             | --                    | 舞台劇《二十仍在》演員           | [ 永久 ]                    |  |
| 2010年7月22日                      | 鄭金鈴                | 15歲賣帽少女                     | [ 永久 ]                    |  |
| 2010年7月23日、7月24日             | 詹志文                | 《敗犬男》作者                   | --                          |  |
| 2010年7月27日、7月29日             | Vivian                | 跳樓自殺後半身不遂               | [ 永久 ]                    |  |
| 2010年8月3日、8月4日               | Priscilla             | 高考5A                           | --                          |  |
| 2010年8月10日、8月12日             | 葉子                  | 家庭問題                         | --                          |  |
| 2010年8月17日、8月19日             | Angie                 | 紅斑性狼瘡患者                   | --                          |  |
| 2010年8月26日、8月28日             | Anthony、天佑         | 靈探                             | --                          |  |
| 2010年9月4日、9月7日               | 李健良                | 《天下畫集》首席彩圖員           | [ 永久 ]                    |  |
| 2010年9月9日、9月11日              | 婉儀                  | 雙親離世                         | --                          |  |
| 2010年9月14日                      | 沅沅                  | 兒童宿舍住客                     | --                          |  |
| 2010年10月19日、2010年10月21日     | 阿晴                  | 抑鬱症                           | --                          |  |

| 香港商業電台 叱咤903商業二台節目       |                                                                    |                                |
| 上一節目 一切從音樂開始 一八七二遊花園 | 你睇我唔到 2009年4月28日－2009年7月11日 2009年7月14日-2011年7月2日 | 下一節目 一切從音樂開始 扭錯台 |
| 前一節目： 一八七二遊花園              | 叱咤903商業節目 逢星期二至六凌晨1時至2時                           | 下一節目： 一切從音樂開始      |

1. ↑  陳強. . 2010-05-30  [2010-05-29]. （原始内容存档于2014-04-29）.
2. ↑  . 東方日報. 2010-05-29  [2010-05-29]. （原始内容存档于2016-03-05）.